# Joe Sample

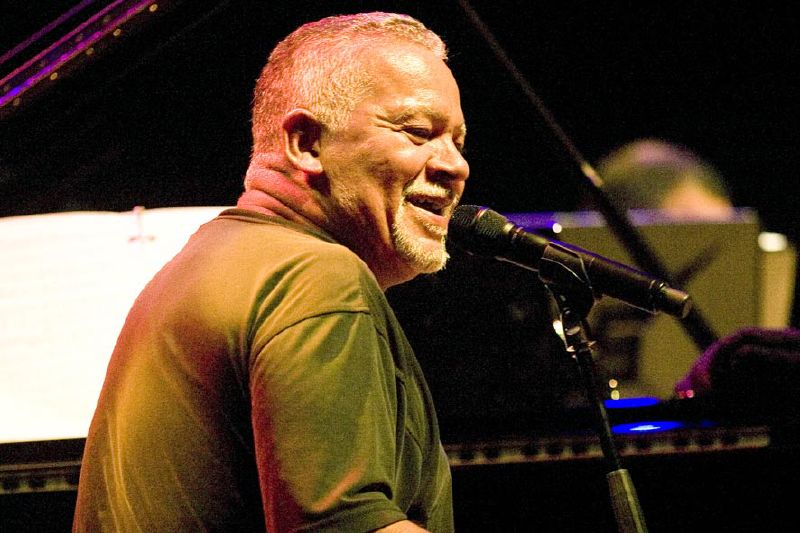
Joe Sample

Joseph Leslie „Joe“ Sample (* 1. Februar 1939 in Houston, Texas; † 12. September 2014 ebenda) war ein US-amerikanischer Jazz-Musiker, Produzent, Jazz-Komponist, Pianist und Gründungsmitglied der Fusion-Jazz-Formation The Crusaders.

## Leben und Wirken

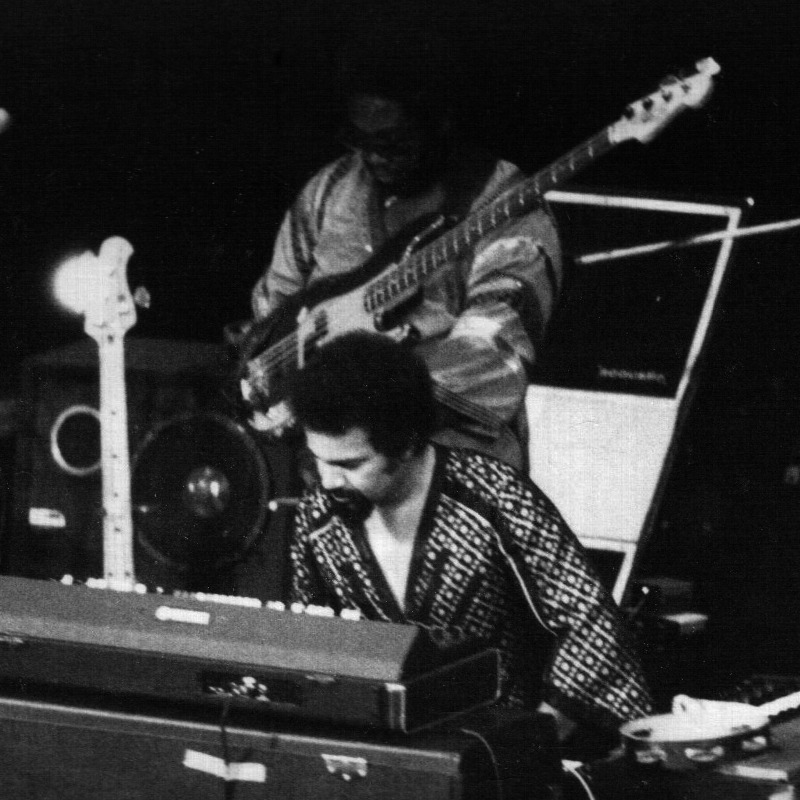
Joe Sample, 1978

Joe Sample spielte seit der Collegezeit gemeinsam mit Wilton Felder, Wayne Henderson und Stix Hooper als Nite Hawks in texanischen Clubs. Gemeinsam gingen sie Anfang der 1960er Jahre an die Westküste der USA und traten in Rhythm-and-Blues-Clubs in Los Angeles und Las Vegas auf. Erste Alben veröffentlichten sie als The Jazz Crusaders. Der Erfolg ließ jedoch auf sich warten. Erst mit der Umbenennung in The Crusaders Anfang der 1970er Jahre schafften sie ohne den Wortzusatz Jazz, jedoch weiterhin dem Jazz verhaftet und unter Beimischung von Soul und Blues, den Durchbruch.
Bandleader Joe Sample komponierte auch den größten Hit der Band. Das funkige Street Life wurde 1979 (mit der Sängerin Randy Crawford und dem Gitarristen Barry Finnerty) ein Diskotheken-Hit. Seit den 1980er Jahren war Joe Sample vor allem als Jazzpianist bei unterschiedlichen Projekten als Solokünstler tätig. Die Band Crusaders gibt es jedoch immer noch. Ihr letztes Studioalbum entstand 2003. In Deutschland trat Sample gemeinsam mit Till Brönner auf. Mit dem Schweden Nils Landgren nahm er die CD Creole Love Call auf, die in Deutschland den ersten Platz der Jazzcharts erreichte und mit dem German Jazz Award ausgezeichnet wurde. 2006 veröffentlichte er gemeinsam mit Randy Crawford das Album Feelin’ Good. Mit der Sängerin trat er auch bei diversen Jazzfestivals auf, zuletzt 2013 beim Jazz Fest Wien und auf der Kärntner Burgruine Finkenstein. Mit seiner Creole Joe Zydeco Band tourte er häufig durch Europa.
Daneben nahm Sample auch mit Donald Byrd, Miles Davis, Ramsey Lewis, Stanley Turrentine, Les McCann, Dennis Rowland und Ella Fitzgerald auf. Er war auch als Studiomusiker tätig; er ist unter anderem auf Living the Blues von Canned Heat und bei Diana Ross, Ray Charles und Joni Mitchell zu hören. Auch auf Riding with the King, dem gemeinsamen Album von Eric Clapton und B. B. King, spielt er Klavier.

## Diskografie

### Alben
| Jahr | Titel                  | Höchstplatzierung, Gesamtwochen, AuszeichnungChartplatzierungen (Jahr, Titel, Platzierungen, Wochen, Auszeichnungen, Anmerkungen) | Höchstplatzierung, Gesamtwochen, AuszeichnungChartplatzierungen (Jahr, Titel, Platzierungen, Wochen, Auszeichnungen, Anmerkungen) | Anmerkungen                                                           |
| Jahr | Titel                  | DE | US | Anmerkungen                                                           |
| ---- | ---------------------- | --- | --- | --------------------------------------------------------------------- |
| 1978 | Rainbow Seeker         | — | US62 (25 Wo.)US |                                                                       |
| 1979 | Carmel                 | — | US56 (26 Wo.)US |                                                                       |
| 1981 | Voices in the Rain     | — | US65 (20 Wo.)US |                                                                       |
| 1983 | The Hunter             | — | US125 (14 Wo.)US |                                                                       |
| 1989 | Spellbound             | — | US129 (14 Wo.)US |                                                                       |
| 1993 | Invitation             | — | US194 (1 Wo.)US |                                                                       |
| 1999 | The Song Lives On      | — | US196 (1 Wo.)US | feat. Lalah Hathaway                                                  |
| 2006 | Feeling Good           | DE44 Platin · (8 Wo.)DE | — | mit Randy Crawford                                                    |
| 2013 | Teamwork               | DE70 (1 Wo.)DE | — | mit Nils Landgren Funk Unit, Till Brönner, Wilton Felder & Al Jarreau |
| 2015 | Christmas with Friends | — | US107 (4 Wo.)US | mit India.Arie                                                        |

Weitere Alben
- 1974: Jazz (mit Harold Land, Bobby Hutcherson, Blue Mitchell, Stanley Clarke, Freddy Robinson, Hadley Caliman, Buddy Terry, Woody Shaw, Eddie Henderson)
- 1976: The Three (mit Ray Brown und Shelly Manne)
- 1978: Fancy Dance
- 1981: Swing Street Cafe
- 1985: Oasis
- 1987: Roles
- 1990: Ashes to Ashes
- 1993: Did You Feel That?
- 1996: Old Places Old Faces
- 1997: Sample This
- 1999: The Song Lives On (Joe Sample feat. Lalah Hathaway)
- 2002: The Pecan Tree
- 2004: Soul Shadows
- 2006: Creole Love Call (mit Nils Landgren; DE: Platin)[5]
- 2008: No Regrets (mit Randy Crawford)
- 2012: Live (mit Randy Crawford, Steve Gadd und Nicklas Sample)
- 2012: Children of the Sun (mit der NDR Bigband)
- 2013: CreoleJoe Band

### Kompilationen
- 1991: Collection
- 1998: The Best of Joe Sample
- 2006: Introducing Joe Sample
- 2007: 1999-2006 Best of Best

### Singles
- 1978: Melodies of Love
- 1979: Carmel
- 1980: There Are Many Stops Along the Way
- 1981: Burnin’ Up the Carnival
- 1983: The Hunter
- 1985: The Survivor
- 1987: Woman You’re Drivin’ Me Mad
- 1989: U Turn
- 1989: Leading Me Back to You
- 1989: Seven Years of Good Luck
- 1989: Spellbound
- 1990: The Road Less Traveled
- 1999: Fever (Joe Sample feat. Lalah Hathaway)
- 2000: The Ghetto / El Barrio (George Benson feat. Joe Sample)
- 2006: Rio de Janeiro Blue (mit Randy Crawford)

### Videoalben
- 2005: Legends Live at Montreux 1997 (mit Eric Clapton, Steve Gadd, Marcus Miller und David Sanborn; DVD/Blu-ray)

## Lexigraphische Einträge
- Ian Carr, Digby Fairweather, Brian Priestley: Rough Guide Jazz. Der ultimative Führer zur Jazzmusik. 1700 Künstler und Bands von den Anfängen bis heute. Metzler, Stuttgart/Weimar 1999, ISBN 3-476-01584-X.
- Leonard Feather, Ira Gitler: The Biographical Encyclopedia of Jazz. Oxford University Press, New York 1999, ISBN 0-19-532000-X.